# Jacob van Ruisdael
Jacob Izaaksoon van Ruisdael (IPA: [ˈjakɔp ˈizaːkˌzoːn vɑn ˈrʌʏsˌdaːl]; Haarlem, 1628 o 1629 – Amsterdam, 14 marzo 1682) è stato un pittore olandese, uno dei principali animatori del secolo d'oro nelle arti.

## Biografia
Forse allievo del padre Isaac van Ruisdael e dello zio Salomon van Ruysdael, entrambi apprezzati pittori di paesaggio, entrò ventenne nella gilda dei pittori di Haarlem, affermandosi precocemente proprio come paesaggista. Ricchissimo il repertorio naturale presente nelle sue opere, popolate da campagne coltivate, dune, fiumi, e cascate, elementi spesso inseriti con chiari intenti simbolici e moralistici.
Nell'ambito della concezione tipicamente olandese del paesaggio, nettamente distinta da quella classica o italianeggiante, egli afferma una visione personale, in cui è assente ogni forma di idealizzazione e di piacevolezza arcadica e la natura è vista sulla scorta di Hercules Seghers e di Rembrandt, soprattutto come paesaggio interiore, rivelazione di uno spirito inquieto e romantico.
Jacob Isaackszoon van Ruisdael nacque a Haarlem nel 1628 o nel 1629 da una gremita famiglia di pittori, tutti affermati paesaggisti. Il padre, Isaack van Ruisdael, era un fabbricante di cornici e modesto pittore di Naarden; non sappiamo invece l'identità della madre, che potrebbe essere la prima moglie di Isaack (della quale non si hanno notizie) o la seconda, una certa Maycken Cornelisdochter, con la quale egli convolò a nozze il 12 novembre 1628. L'origine etimologica del nome Ruisdael è ben nota e ci viene attestata dal primo biografo di Jacob, Arnold Houbraken, secondo cui deriva da uno dei soggetti prediletti di Jacob: le cascate, vale a dire il «ruis» (lo scrosciante rumore dell'acqua) che precipita in un «daal» (valle).
Neanche le circostanze della formazione artistica di Jacob sono conosciute. È presumibile che egli abbia appreso i rudimenti della pittura con il padre e lo zio Salomon van Ruysdael, ma non vi sono testimonianze archivistiche ad avvalorare questa tesi; in ogni caso, sappiamo che l'apprendista pittore si mostrò alquanto sensibile all'influenza esercitata dalla tradizione artistica della scuola di Haarlem, risentendo della maniera di Cornelis Vroom e di Allaert van Everdingen già nelle primissime opere. Iniziò a dipingere intorno al 1646, e nel 1648 fu ammesso nella gilda di San Luca a Haarlem; qui Jacob poté ampliare la propria cultura figurativa e cominciare a informare personali orientamenti di gusto, iniziando a rivolgersi alla pittura paesaggistica che tanto successo andava ottenendo in quegli anni.

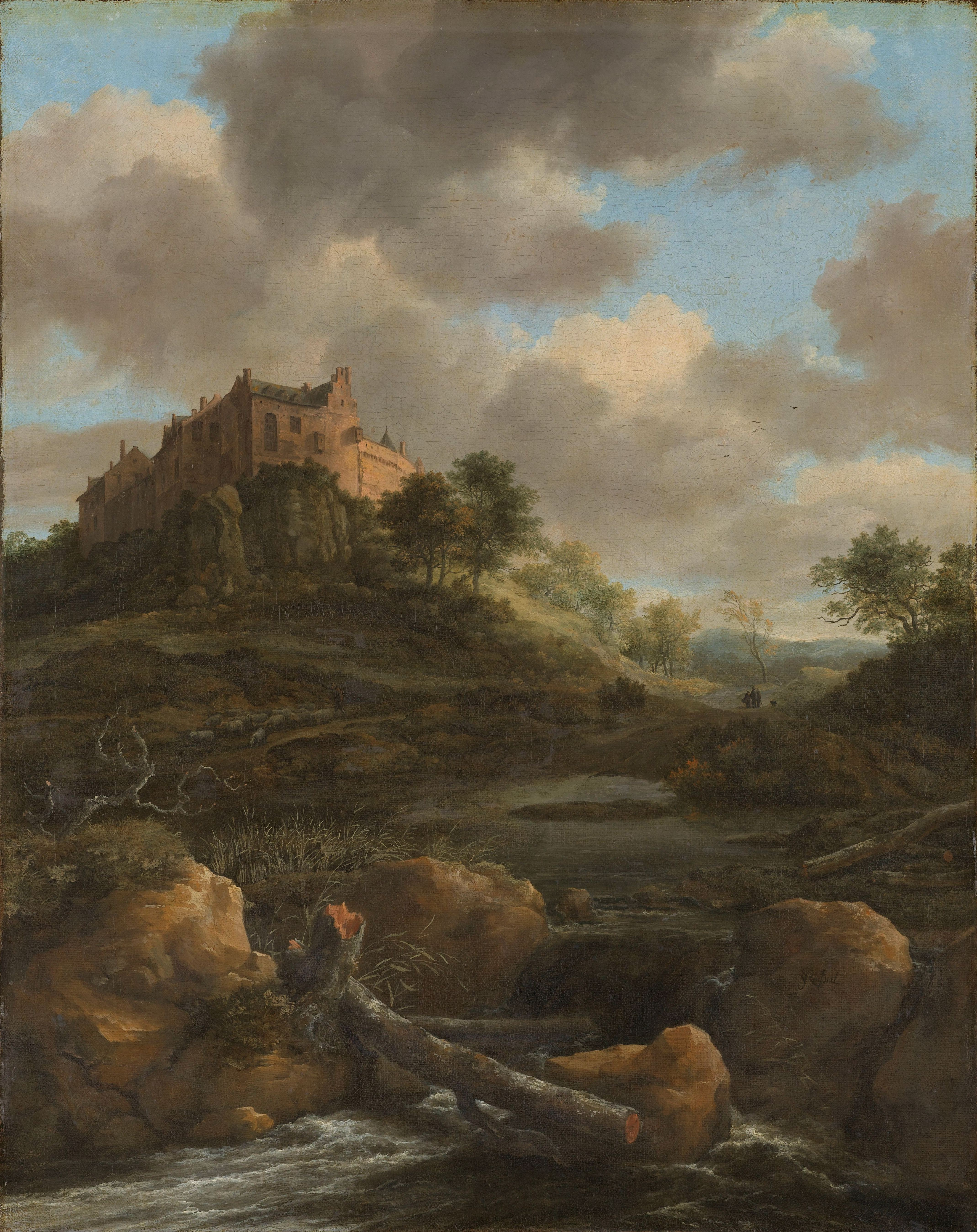
Una veduta di Burg Bentheim (anni 1650) di Jacob van Ruisdael

Intorno al 1657 si trasferì ad Amsterdam, alla ricerca di un mercato più vasto di quello di Harleem; nella capitale olandese, già all'epoca una metropoli cosmopolita ricca di iniziative e di fermenti, il pittore si stabilì per il resto della sua vita. Viaggiò poco, caratteristica insolita per un pittore paesaggista: visitò Blaricum, Egmond aan Zee, e Rhenen negli anni 1640, e nel 1650 si recò a Bentheim e Steinfurt, in Germania, dove fece presumibilmente ritorno nel 1661 in compagnia di Meindert Hobbema, il suo unico allievo registrato. Malgrado eseguì diverse raffigurazioni di paesaggi norvegesi, non vi è evidenza che Ruisdael abbia visitato la Scandinavia.
Alcune speculazioni suggeriscono che Ruisdael affiancò all'attività pittorica, ormai assai solida, quella medica. Nel 1718, infatti, il suo biografo Houbraken riportò che Ruisdael studiò medicina ed esercitò l'attività di chirurgo ad Amsterdam. Documenti d'archivio del Settecento riportano l'esistenza di un medico denominato «Jacobus Ruijsdael», attivo in Olanda e con il titolo di abilitazione conseguito il 15 ottobre 1676 a Caen, nella Francia settentrionale. Sulla presunta attività medica di Ruisdael le fonti appaiono discordi: se alcuni sembrano essere più inclini ad accettare che egli possa essere stato anche un medico, altri suggeriscono che quello registrato nell'albo dei medici sia in realtà un cugino di Ruisdael, e mettono in evidenza che non vi sia alcun viaggio documentato del pittore in Francia.
Complessivamente, Ruisdael fu apprezzato dai contemporanei (un suo quadro costava mediamente quaranta fiorini) e condusse una vita agiata e tranquilla. Morì infine ad Amsterdam il 10 marzo 1682; i suoi resti vennero tumulati nella chiesa di Saint Bavo, ad Harleem.

## Produzione artistica

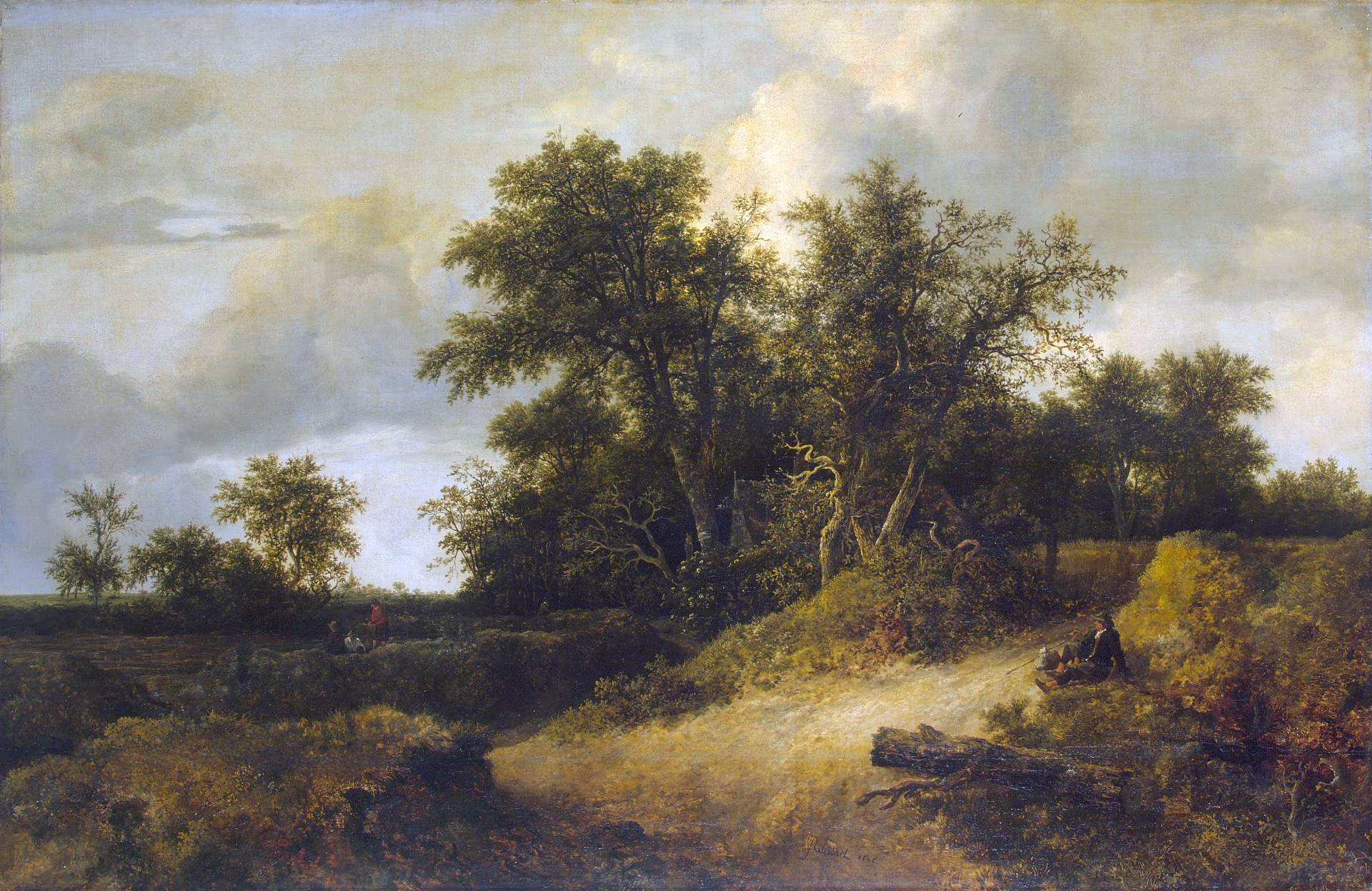
Dune alberate (1646)

### Esordi
I molti dipinti che Ruisdael realizzò dal 1646 al 1650, quando ancora viveva a Haarlem, sono caratterizzati da un attento e laborioso studio della natura: le dune, i boschi, e gli eventi atmosferici sono tutti elementi che Ruisdael indagò scrupolosamente. Applicando un impasto pittorico più denso rispetto a quello usato dai suoi predecessori, Ruisdael fu in grado di descrivere il paesaggio olandese con scrupolosa incisività: questo gusto realistico è evidente nei suoi alberi, realizzati con un livello di dettaglio che non conosceva precedenti. I suoi primi dipinti, inoltre, sono caratterizzati da una grande spazialità e luminosità e da un'atmosfera molto ariosa, motivi che ritorneranno anche nelle opere della maturità.

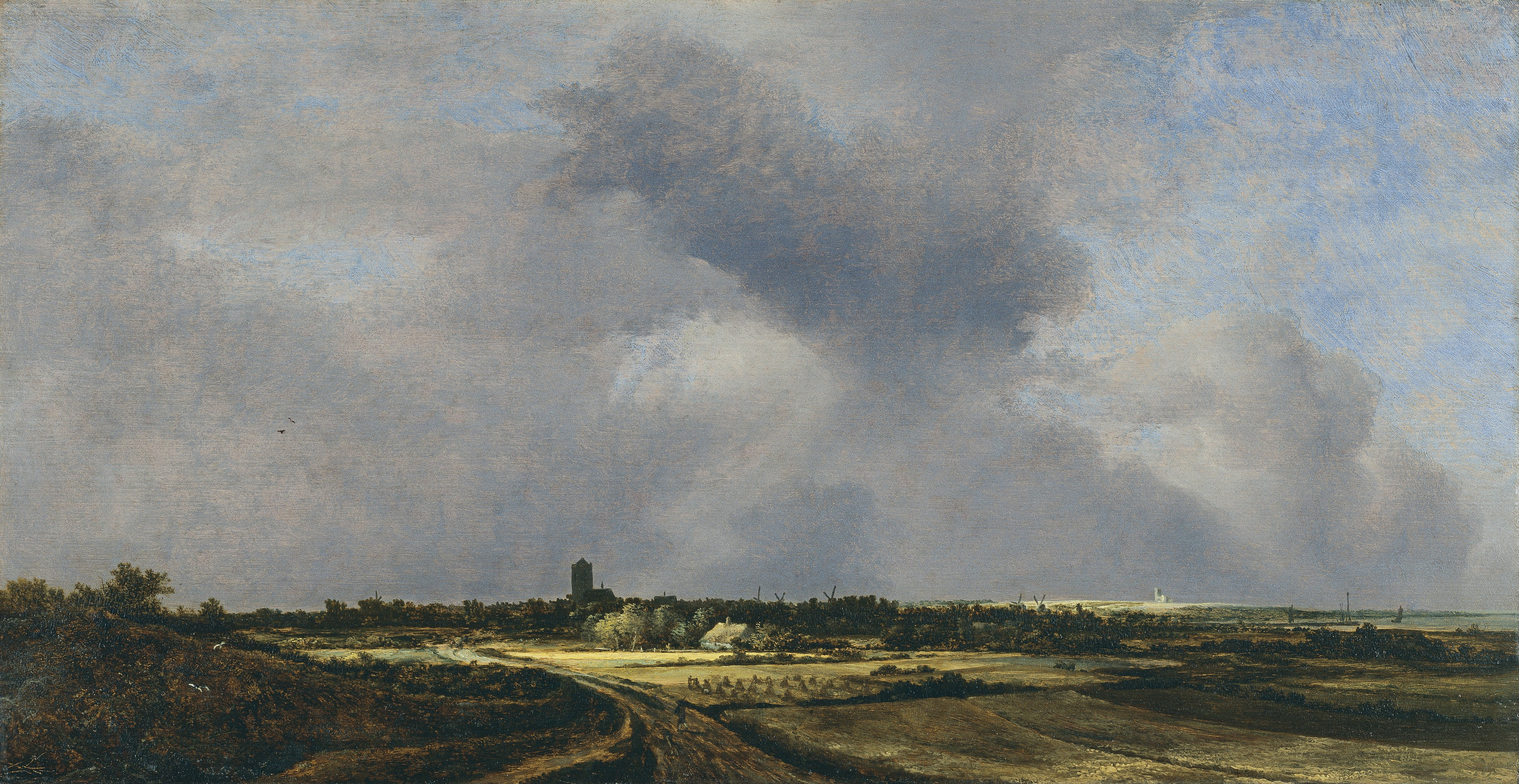
Vista di Naarden (1647); olio su pannello, Museo Thyssen-Bornemisza, Madrid

Un esemplare che meglio di tutti riassume le posizioni prese nella prima fase artistica giovanile è Dune alberate: si tratta di una delle sue prime opere, datata 1646. Questo dipinto rompe definitivamente con la precedente tradizione pittorica olandese, dove le dune erano sì effigiate, ma riprese da lontano: al contrario, Ruisdael colloca i cumuli di sabbia bene in vista al centro della composizione. In questo modo la tela assume un eccezionale potere di trasfigurazione lirica, messo in rilievo sia dal forte impatto emotivo della luce che dalle grandi dimensioni dell'opera (105x162 cm). Non sono stati in pochi ad esprimere stupore per l'indubbia qualità del suo lavoro: secondo lo storico d'arte Hofstede de Groot «è incredibile come questa sia un'opera realizzata da un ragazzo appena diciassettenne». Altro notevole dipinto realizzato in questi anni è la Veduta di Naarden, realizzata nel 1647. Il cielo in burrasca, spia di una visione travolgente e altamente poetica della natura, e la città ripresa da lontano (in questo caso il luogo di nascita del padre Isaack) pure saranno elementi ricorrenti nelle opere più tarde.

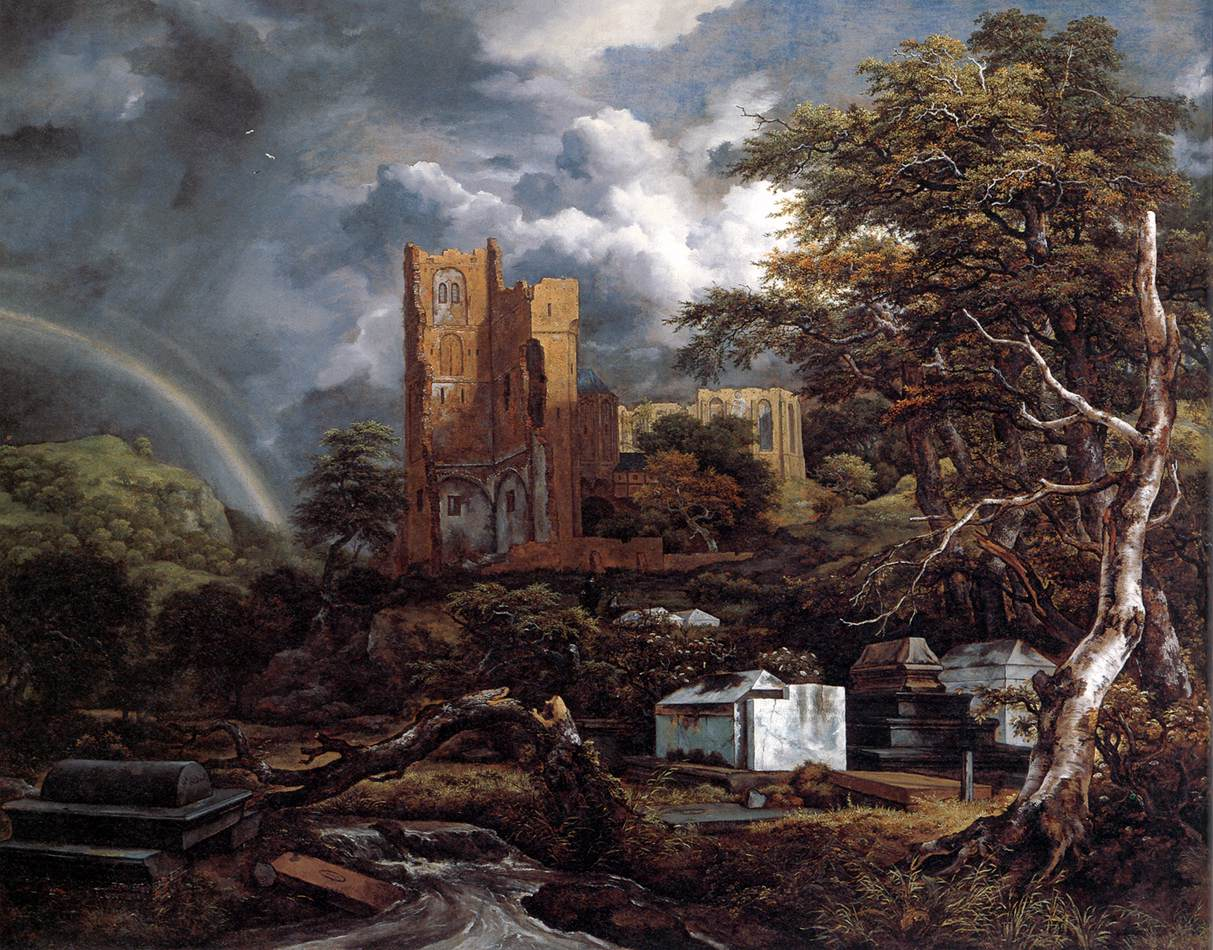
Cimitero ebraico (circa 1654/1655); olio su tela, Detroit Institute of Arts

### Periodo intermedio
In seguito al soggiorno tedesco, i paesaggi di Ruisdael iniziarono a caricarsi di un soffio visionario e romantico e di connotati eroici, con le forme divenute più grandi e prominenti. Proprio in Germania, inoltre, Ruisdael incontrò i mulini ad acqua, che con eccezionale audacia scelse quale costante iconografica della sua produzione grafica (Due mulini ad acqua e una chiusa aperta, 1653); un altro suo soggetto preferito era il castello di Egmont, nei pressi di Alkmaar, che incluse nelle due versioni del Cimitero ebraico.
Notevoli anche le vedute scandinave, sempre ascrivibili a questo periodo; siamo davanti a una cospicua serie di disegni che rappresentano paesaggi naturali tipicamente norvegesi, ricchi di conifere, montagne, macigni rocciosi e impetuosi torrenti. Sebbene siano straordinariamente realistici, questi dipinti non sono frutto di un'esperienza diretta, bensì si basano su opere precedenti; in effetti, non vi è alcun viaggio documentato di Ruisdael in Scandinavia. Complessivamente, l'artista realizzò più di centocinquanta vedute scandinave: degna di menzione è la Cascata in un paesaggio roccioso, opera realizzata nel 1665–1670 e unanimemente considerata uno dei suoi più fini capolavori.
Tra il 1660 ed il 1670 realizzò il dipinto Paesaggio boschivo.
Subendo l'influenza di Simon de Vlieger e Jan Porcellis, Ruisdael in questo periodo si concentrò anche nella produzione di scene marine; tra le più drammatiche vi è Mare in tempesta con barche a vela, opera dominata da una tonalità scura e tetra, affidata all'uso esclusivo di nero, bianco, blu e alcuni colori fangosi.

### Ultimi anni

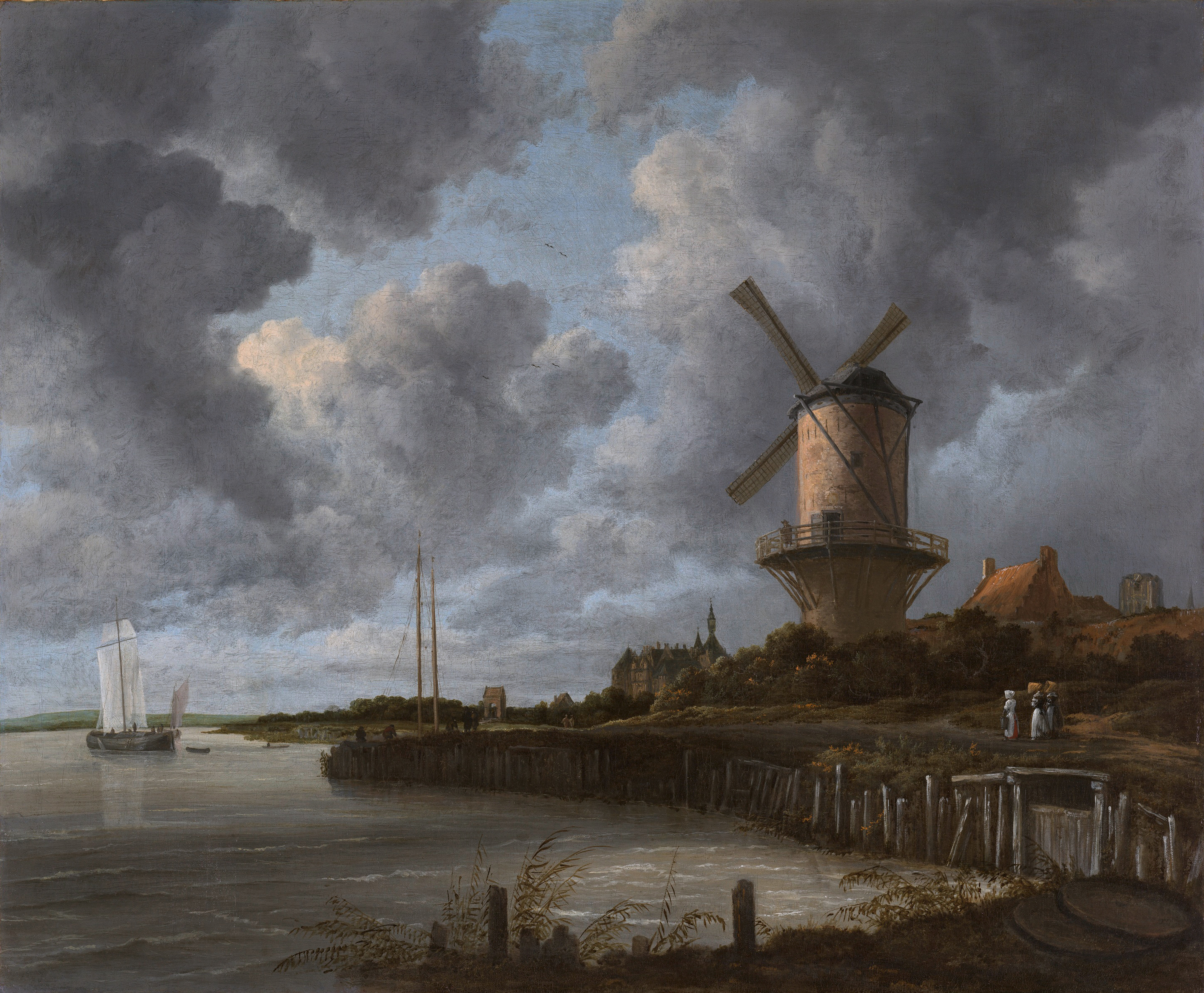
Mulino a vento a Wijk-bij-Duurstede (circa 1670); olio su tela, Rijksmuseum

Nei suoi ultimi anni di produzione pittorica Ruisdael si rivolse ad un'ampissima rosa di temi, tutti ascrivibili al gusto del secolo d'oro: foreste, fiumi, dune e strade di campagna, panorami, paesaggi immaginari, cascate scandinave, scene marine, invernali e notturne e spiagge sono motivi ricorrenti nella tarda produzione artistica di Ruisdael.
Intorno al 1670, inoltre, Ruisdael eseguì una delle sue opere più note: si tratta del Mulino a vento a Wijk-bij-Duurstede. Il soggetto effigiato in questo dipinto, da come si può dedurre dal titolo, è un mulino a vento di forma cilindrica della città di Wijk bij Duurstede, adagiata sulle sponde del fiume Lek, a circa venti chilometri di distanza da Utrecht; peculiarità dell'opera è il basso orizzonte, che sottolinea l'intensa luminosità del cielo. Il Mulino a vento gode di una notevole popolarità, certificata dalle statistiche di vendita delle cartoline al Rijksmuseum, dove la tela si attesta al terzo posto dopo la Ronda di notte di Rembrandt e la Veduta di Delft di Vermeer.
In questa fase Ruisdael descrisse varie volte i diversi aspetti del paesaggio di Harleem, in vedute che vanno a costituire un genere distinto, denominato Haerlempjes; non di rado, queste composizioni sono dominate dall'imponente mole della chiesa di Saint Bavo, nella quale il pittore sarà sepolto. Al contrario, le vedute panoramiche di Amsterdam sono decisamente poche, se si considera che in quella città egli visse per più di venticinque anni: ciononostante, raffigurò piazza Dam diverse volte, ed esiste un disegno degli interni della Oude Kerk. In questo solco si inscrive anche l'opera Veduta di Amsterdam e dello Amstel, una delle ultime realizzate da Ruisdael.

### Musei
I dipinti di Ruisdael sono disseminati nelle più blasonate gallerie del mondo: esemplari notevoli sono presenti alla National Gallery di Londra, con venti opere dell'artista di Harleem, al Rijksmuseum di Amsterdam (sedici opere), e all'Ermitage di San Pietroburgo (nove opere). Negli Stati Uniti, il Metropolitan Museum of Art di New York ha cinque dipinti di Ruisdael nella sua collezione, mentre il Getty Museum ne ha tre.

## Retaggio
Jacob van Ruisdael fu un precursore dello sviluppo del genere del paesaggio nell'arte, esercitando un influsso preponderante sui paesaggisti romantici inglesi, sui pittori francesi della scuola di Barbizon e, negli Stati Uniti, sulla Hudson River School. Tra gli artisti inglesi influenzati dal maestro olandese si possono annoverare Thomas Gainsborough, William Turner e John Constable; quest'ultimo, in particolare, era un fervente ammiratore di Ruisdael, tanto che dopo aver visto una sua opera disse: «egli si aggira per la mia mente e si avvinghia al mio cuore».
In ogni caso, la ricezione che ha avuto la produzione artistica di Ruisdael nel corso dei secoli fu assai ondivaga, subendo fasi alterne di apprezzamento e di aperta ostilità da parte dei critici e degli artisti. Joshua Reynolds, fondatore della Royal Academy of Arts, apprezzò l'originalità e la forza dei suoi paesaggi; al contrario, Johann Heinrich Füssli nel 1801 rinnegò non solo Ruisdael, ma l'intera scuola paesaggistica olandese, accusandola di essere una mera «enumerazione di colli, valli, gruppi di alberi». Dello stesso parere non era uno degli studenti di Füssli, Constable, che come già accennato testimoniò il suo amore per Ruisdael in maniera incondizionata. La sua opera esercitò un'attrazione ancora più fatale su Johann Wolfgang von Goethe, che definì Ruisdael un'artista pensante assurto a dignità di poeta, affermando che «mostra una spiccata capacità nel localizzare quel punto esatto in cui la facoltà creativa entra in contatto con la ragione». Al contrario, John Ruskin rifiutò sprezzante i paesaggi di Ruisdael, ritenendoli colpevoli di «farci non solo perdere la fede nella religione, ma anche ogni vago ricordo di essa». Vincent van Gogh, invece, ne riconobbe la vastissima influenza, definendo lo stile del maestro olandese addirittura «sublime», ma affermò che sarebbe un errore tentare di ripeterlo meccanicamente e fiaccamente.
Oggi la critica concorda nel definire Ruisdael uno dei più significativi artisti del secolo d'oro olandese, riconoscendo il suo contributo sostanziale all'elevamento del genere paesaggistico a un livello di primaria importanza.

### Esplicative
1. ↑  Questa datazione è ricavata da un'allusione autobiografica in una lettera datata 9 giugno 1661 scritta da Jacob stesso, in cui asserisce di avere 32 anni.
2. ↑  Il capitolo giovanile di Jacob è tuttora un problema aperto nella sua storiografia critica, siccome gli artisti all'epoca non firmavano né datavano le proprie opere prima di immatricolarsi in una gilda.

### Bibliografiche
1. ↑  Slive, 2011,  p. xi.
2. ↑  Slive & Hoetink 1981, p. 18.
3. 1 2  Kuznetsov 1983, p. 4.
4. ↑  Slive, 2005,  p. 2.
5. ↑  Slive, 2005,  p. 3.
6. ↑  Slive, 2005,  p. 5.
7. ↑  Slive & Hoetink 1981, p. 22.
8. ↑  Houbraken 1718, p. 65.
9. ↑  Slive & Hoetink 1981, p. 19–20.
10. 1 2  Scheltema 1872, p. 105.
11. ↑  Montias 1996, p. 366.
12. ↑  Hofstede de Groot 1911, p. 275.
13. ↑  Slive, 2006,  p. 2.
14. ↑  Slive 2006, p. 3.
15. ↑  Slive 2011, p. 54.
16. ↑  Slive 2001, p. 181.
17. ↑  Slive 2001, p. 154.
18. ↑  Slive 2001, p. 153.
19. ↑  Slive 2006, p. 4.
20. ↑  Giltay 1987, p. 439.
21. 1 2  Slive 2006, p. 5.
22. ↑  Slive & Hoetink 1981, p. 21.
23. ↑  Slive 2001, p. 570.
24. ↑  Slive 2001, p. 11–22.
25. ↑  Slive & Hoetink 1981, p. 157.
26. ↑  Slive 2005, p. i.
27. ↑  Slive 2001, p. 695.
28. ↑  Slive 2005, p. viii.
29. ↑  Wornum 1848, p. 450.
30. ↑  Schama 2011
31. ↑  Jansen, Luijten & Bakker 2009, Letter 249.